# Mozăceni
Mozăceni est une commune roumaine située dans le județ d'Argeș.